# Frank Mata
Pour les articles homonymes, voir Mata.
Frank Jesus Mata, né le 11 mars 1984 à Barcelona au Venezuela, est un joueur vénézuélien de baseball évoluant en Ligue majeure de baseball dans l'organisation des Marlins de la Floride. Ce lanceur fait ses débuts en Ligue majeure le 26 mai 2010 avec les Orioles de Baltimore.

## Carrière
Après des études secondaires à l'UE Sabana de Uchire, Frank Mata est recruté comme agent libre amateur par les Twins du Minnesota le 1er mai 2002. Il reste jouer au Venezuela en 2002 et 2003, puis débute chez les Elizabethton Twins (R) en 2004. Après avoir manqué la saison 2005 sur blessure du coude droit nécessitant une opération chirurgicale, il porte successivement les couleurs des Snappers de Beloit (A, 2006), des Fort Myers Miracle (A+, 2007-2008), puis des New Britain Rock Cats (AA, 2007-2009).
Devenu agent libre à l'issue de la saison 2009, Mata signe un contrat de Ligues mineures chez les Orioles de Baltimore le 4 décembre 2009. Il accumule de l'expérience en jouant durant l'hiver 2009-2010 en Ligue vénézuélienne avec les Tigres de Aragua (14 matchs, 18.1 manches lancées, deux victoires, une défaite et une moyenne de points mérités de 3,44).
Après l'entraînement de printemps 2010 des Orioles au cours duquel Mata joue sept matchs pour une moyenne de points mérités de 3,18, il est affecté en Ligues mineures chez les Norfolk Tides (AAA). Mata y joue 18 matchs pour une moyenne de points mérités de 1,86. Appelé dans l'effectif actif des Orioles le 25 mai 2010, il fait ses débuts au plus haut niveau le 26 mai face aux Athletics d'Oakland.
Le 7 décembre 2010, Mata, agent libre, est signé par les Marlins de la Floride.

## Statistiques
| Saison | Équipe    | G  | GS | CG | SHO | V | D | SV | IP   | SO | ERA  |
| ------ | --------- | -- | -- | -- | --- | - | - | -- | ---- | -- | ---- |
| 2010   | Baltimore | 15 | 0  | 0  | 0   | 0 | 0 | 0  | 17.1 | 9  | 7,79 |
| Totaux | Totaux    | 15 | 0  | 0  | 0   | 0 | 0 | 0  | 17.1 | 9  | 7,79 |

Note : G = Matches joués ; GS = Matches comme lanceur partant ; CG = Matches complets ; SHO = Blanchissages ; 
V = Victoires ; D = Défaites ; SV = Sauvetages ; IP = Manches lancées ; SO = Retraits sur des prises ; ERA = Moyenne de points mérités.